# Anatoli Hrapatî
Anatoli Hrapatî (n. 20 octombrie 1963, Atbasar District⁠(d), RSS Kazahă, URSS – d. 11 august 2008, Arşaly⁠(d), Arşaly kenttık äkımdıgı⁠(d), Provincia Akmola, Kazahstan) a fost un halterofil ce a reprezentat Uniunea Sovietică și Kazahstan, medaliat olimpic. A participat la 3 ediții ale Jocurilor Olimpice (1988, 1996, 2000) în care a câștigat o medalie de aur și o medalie de argint.